# جاشوا تری
«جاشوا تری» (به انگلیسی: The Joshua Tree) آلبومی از یوتو است که در ۹ مارس ۱۹۸۷ منتشر شد.